# Ullenböle
Ullenböle (finska: Ullenpyöli) är en by i Salo i det finländska landskapet Egentliga Finland. Byn ligger cirka fyra kilometer söder om stadens centrum vid stamväg 52.
Ullenböle ligger vid sammanflödet av Vähäjoki ås källflöden. Området är en dal omgiven av kullarna Ilmusmäki, Silkkismäki och Toravuori, och har till stor del omvandlats till åkermark. I byn finns numera bara några få gårdar. Tidigare fanns byn i Uskela kommun.
Enligt lokal folktradition bodde djävulen på kullen Toravuori och hade också varit i konflikt med bonden i Ullenböle.